# Cratere Daan
Daan  è un cratere sulla superficie di Marte.